# Fenikowa
Fenikowa – polana w dolinie Lepietnicy w Gorcach, na wysokości około 895–890, na stoku o niewielkim spadku. Wzdłuż prawego brzegu potoku biegnie droga leśna. Polana nie jest już koszona i stopniowo zarasta lasem.
Fenikowa znajduje się na terenie wsi Obidowa w województwie małopolskim, w powiecie nowotarskim, w gminie Nowy Targ.